# 安迪·皮布林斯
羅伯特·安德魯·「安迪」·皮布林斯（英語：Robert Andrew "Andy" Peebles，1948年12月13日—2025年3月22日），是一名英國廣播主持人、電視節目主持人和板球評論員。

## 生平
皮布林斯出生於倫敦，並在畢夏普斯托福德學院接受教育。他的職業生涯始於1960年代末，當時他成為了夜總會的DJ。
在20世紀70年代初，皮布林斯成為了伯恩茅斯Glen Fern路Chelsea Village迪斯可舞廳的常駐DJ。
他的廣播生涯始於1973年，當時他在BBC曼徹斯特廣播電台工作。1974年，皮布林斯成為了曼徹斯特皮卡迪利廣播電台的創始DJ之一 。在皮卡迪利大街工作了四年後，他於1978年至1992年期間在BBC廣播一台擔任主持人。在BBC工作期間，皮布爾斯還主持了1979年至1984年間的15個版本的《Top of the Pops》，並為三軍廣播服務和國際頻道進行了播出。
1980年12月6日，約翰·列儂在BBC廣播一台接受了皮布林斯的最後一次電台採訪，就在列儂被謀殺的前兩天。這次採訪成為了2020年紀錄片《列儂的最後一個週末》的主題，由布萊恩·格蘭特（Brian Grant）執導。